# SUV

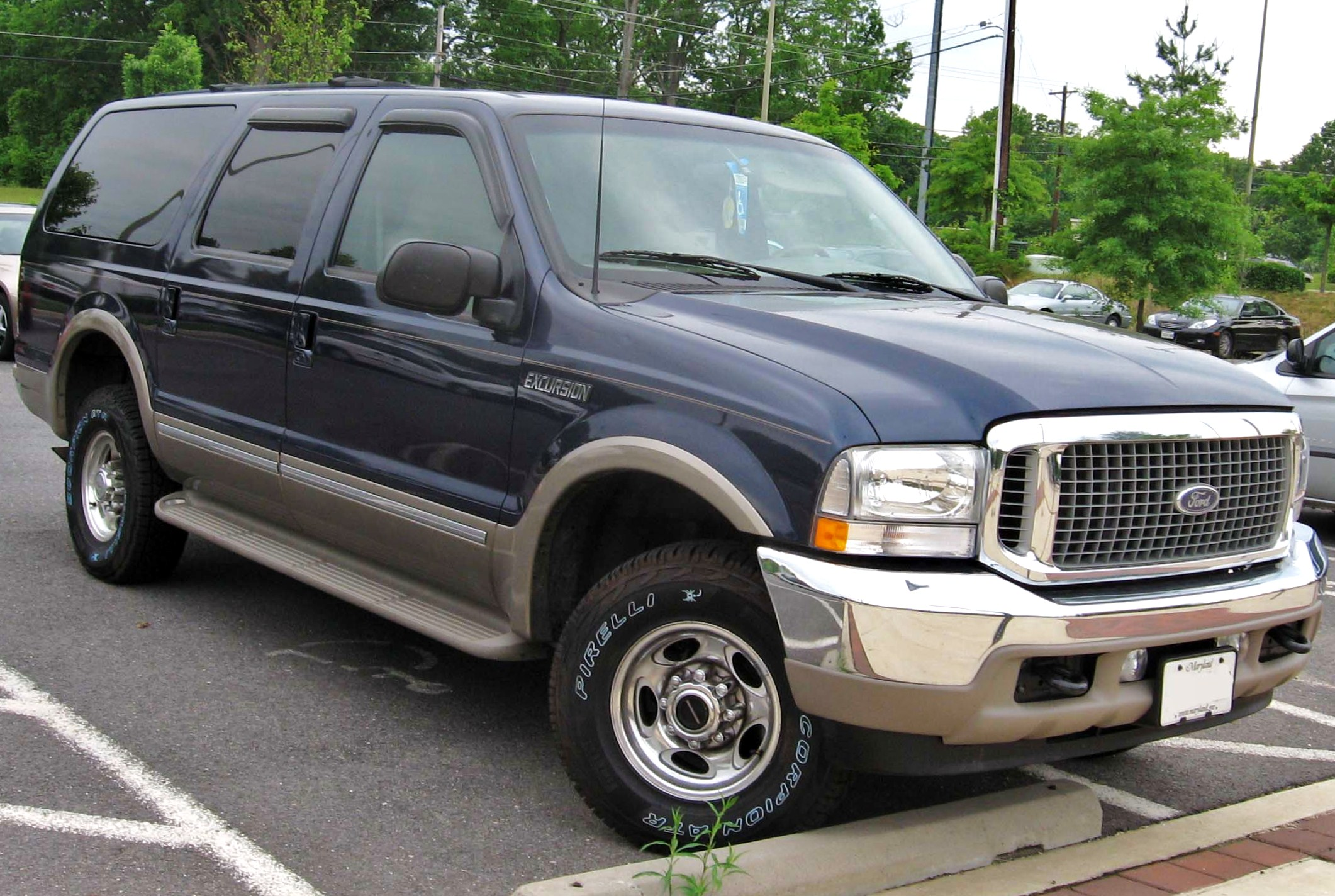
Un Ford Excursion

Un sport utility vehicle (expresie engleză cu traducerea: „vehicul sportiv-utilitar”), prescurtat SUV, este un autoturism ce îmbină spațiul util al unui break cu capacități pentru teren accidentat. Majoritatea SUV-urilor au o formă de break, compartimentele pentru pasageri și bagaje fiind combinate. Unele SUV-uri mari au 3 rânduri de scaune și 7 locuri în total, iar cele mici au în general 5 locuri.
De obicei SUV-urile au tracțiune 4x4 și deși unele dintre ele au și capacități pentru terenuri grele, SUV-urile nu sunt vehicule off-road.
SUV-urile și-au schimbat caracterul de-a lungul anilor, cele din prezent încercând să ofere o conducere care seamănă mai mult cu cea a berlinelor, și mai puțin cu a autoturismelor destinate tuturor tipurilor de teren. Au câștigat astfel calități pentru drum, dar sunt mai puțin recomandate pentru ieșiri pe drumuri neamenajate sau pentru tractat.
Unele SUV-uri sunt mai apropiate de mașinile de stradă prin masă, comportament rutier și consum, și sunt clasificate ca SUV-uri crossover.

## Popularitate
SUV-urile au devenit populare pentru cabinele lor mari și pentru că sunt percepute ca foarte sigure și au un aspect utilitar. S-a dovedit însă că posesorii nu exploatează prea mult capacitățile lor utilitare, un studiu efectuat înainte de proiectarea BMW X5 arătând că mai puține SUV-uri ajung pe teren accidentat.
Există, însă, multe sisteme care permit SUV-urilor să exploateze terenul accidentat, cum ar fi, de pildă, sistemul low range, ce oferă mașinilor posibilitatea de a rula pe teren accidentat, nămol, zăpadă și iarbă udă (BMW X5 nu are un astfel de sistem, deoarece este o mașină 100% on-road, fiind concepută drept mașină de oraș). Concurența directă (Mercedes ML, Volkswagen Touareg, Range Rover Sport, Porsche Cayenne, Audi Q7) beneficiază de acest sistem precum și de o suspensie pneumatică ce permite mărirea sau micșorarea gărzii la sol, contra cost. BMW X5 nu are nici una din aceste dotări, ci, dimpotrivă, are o suspensie care este folosită doar pentru micșorarea gărzii la sol pentru o sportivitate sporită.

## Siguranță

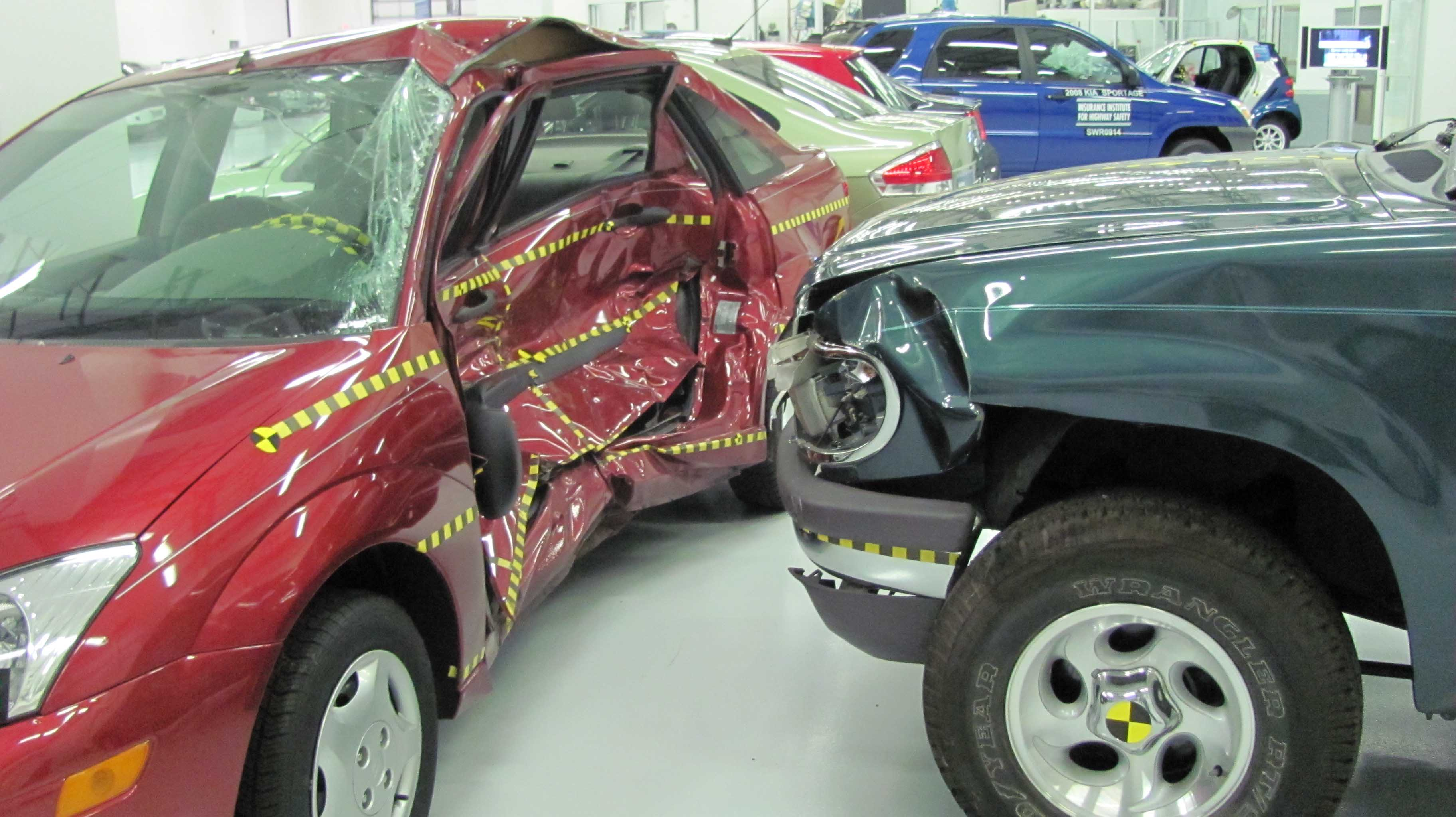
Lovitură cu impact lateral la o mașină mică Ford Focus, lovită de un SUV Ford Explorer

SUV-urile au, de obicei, o înălțime de la sol și o caroserie înaltă. Acest lucru are ca rezultat un centru de masă ridicat, ceea ce face ca SUV-urile să fie mai predispuse la accidente de răsturnare.  În 2003, SUV-urile au fost cotate ca având de 2,5 ori mai multe șanse să se răstoarne într-un accident decât autoturismele obișnuite și că acoperișurile SUV sunt mai susceptibile de a ceda peste pasageri decât în alte autovehicule, ceea ce a dus la creșterea accidentării pasagerilor.
Între 1991 și 2001, Statele Unite au înregistrat o creștere cu 150% a numărului de decese cauzate de răsturnarea vehiculelor utilitare. Popularitatea din ce în ce mai mare a SUV-urilor din anii 1990 și începutul anilor 2000 s-a datorat în parte percepției cumpărătorilor că SUV-urile oferă o mai mare siguranță pasagerilor, datorită dimensiunilor mai mari și înălțimii ridicate.

## Critici

### Consum și poluare
SUV-urile sunt criticate pentru consumul de carburant (și, implicit, emisiile poluante) considerabil mai mare decât al unei berline sau al unui break cu spații pentru pasageri similare. Constructorii încearcă să combată acest defect al SUV-urilor printr-un design aerodinamic, prin folosirea de sisteme de tracțiune 4x4 care afectează mai puțin consumul, prin diverse sisteme de reducere a consumului (de exemplu oprirea automată a motorului la o staționare mai lungă ), sau prin folosirea de sisteme de propulsie hibridă (Lexus RX 400h, primul SUV hibrid). 
De asemenea, consumul oficial raportat de producători este considerabil mai mic decât consumul mașinilor în condiții reale. În testele revistei italiene Quattroruote, automobilul BMW X5 3.0d consumă cu 37% mai mult decât în datele oficiale, iar Nissan Qashqai 1,5 dCi cu 43% mai mult. Diferențele sunt provocate de condițiile de testare standard: se testează mașinile în configurația cea mai ușoară, fără aer condiționat și cu accelerații foarte slabe.

### Dimensiuni
Lungimea și lățimea SUV-urilor mari pot cauza probleme în zonele urbane cu spații de parcare limitate, unde SUV-urile sunt criticate pentru că blochează uneori drumurile, pot ocupa mai multe locuri de parcare și pot bloca accesul la locurile de parcare vecine.
Aceste probleme există în principal în Europa. SUA este mai adaptată la SUV-uri, șoselele, autostrăzile și parcările fiind încă de la început create pentru mașini mari.